# Mistrzostwa Europy w Łucznictwie 2008
20. Mistrzostwa Europy w łucznictwie odbyły się w dniach 13–17 maja 2008 w Vittel (Francja).

## Medaliści

### Strzelanie z łuku klasycznego
| Konkurencja:           | Złoto:                                                                          | Srebro:                                                             | Brąz:                                                                   |
| indywidualnie kobiet   | Berengere Schuh                                                                 | Naomi Folkard                                                       | Pia Carmen Lionetti                                                     |
| indywidualnie mężczyzn | Bałżynim Cyrempiłow                                                             | Markij Iwaszko                                                      | Rafał Dobrowolski                                                       |
| drużynowo kobiet       | Polska · Justyna Mospinek · Iwona Marcinkiewicz · Małgorzata Sobieraj-Ćwienczek | Niemcy · Karina Winter · Lisa Unruh · Anja Hitzler                  | Rosja · Natalia Erdynijewa · Ksienija Pierowa · Jekatierina Charchanowa |
| drużynowo mężczyzn     | Włochy · Mauro Nespoli · Marco Galiazzo · Ilario Di Buò                         | Francja · Thomas Aubert · Romain Girouille · Jean-Charles Valladont | Holandia · Pieter Custers · Wietse van Alten · Ron van der Hoff         |

### Strzelanie z łuku bloczkowego
| Konkurencja:           | Złoto:                                                      | Srebro:                                                                | Brąz:                                                     |
| indywidualnie kobiet   | Aurore Trayan                                               | Camilla Soemond                                                        | Amandine Bouillot                                         |
| indywidualnie mężczyzn | Morgan Lundin                                               | Dejan Sitar                                                            | Martin Damsbo                                             |
| drużynowo kobiet       | Rosja · Albina Łoginowa · Sofia Gonczarowa · Anna Kazancewa | Holandia · Irina Markovic · Inge Enthoven · Wilma Heijnen              | Niemcy · Sabrina Jagemann · Andrea Weihe · Melanie Mikala |
| drużynowo mężczyzn     | Holandia · Peter Elzinga · Emiel Custers · Rob Polman       | Francja · Dominique Genet · Pierre Julien Deloche · Sebastien Brasseur | Szwecja · Anders Malm · Morgan Lundin · Magnus Carlsson   |

## Klasyfikacja medalowa
| Lp. | Państwo         | Złoto | Srebro | Brąz | Razem |
| 1.  | Francja         | 2     | 2      | 1    | 5     |
| 2.  | Rosja           | 2     | 0      | 1    | 3     |
| 3.  | Holandia        | 1     | 1      | 1    | 3     |
| 4.  | Polska          | 1     | 0      | 1    | 2     |
| 4.  | Szwecja         | 1     | 0      | 1    | 2     |
| 4.  | Włochy          | 1     | 0      | 1    | 2     |
| 7.  | Dania           | 0     | 1      | 1    | 2     |
| 7.  | Niemcy          | 0     | 1      | 1    | 2     |
| 9.  | Słowenia        | 0     | 0      | 1    | 1     |
| 9.  | Ukraina         | 0     | 0      | 1    | 1     |
| 9.  | Wielka Brytania | 0     | 0      | 1    | 1     |